# Verdi (California)
Verdi è un census-designated place (CDP) degli Stati Uniti, situato nella Contea di Sierra nello Stato della California. Nel censimento del 2010 la popolazione era di 162 abitanti.
Verdi confina con Verdi in Nevada.

## Storia
Originariamente conosciuto come O'Neils Crossing, dal nome del costruttore che lì, nel 1860, realizzò un ponte.
La città venne poi chiamata Verdi, in onore di Giuseppe Verdi da Charles Crocker, fondatore della Central Pacific Railroad, che nel 1868 estrasse il nome scritto su un foglio di carta da un cappello contenente varie alternative .

## Geografia fisica
Secondo i rilevamenti dell'United States Census Bureau, la località di Verdi si estende su una superficie di 10,843 km², dei quali 10,808 km² sono occupati da terre, mentre 0,035 km² sono occupati dalle acque.